# 白毛风毛菊
白毛风毛菊（学名：Saussurea lanata）为菊科风毛菊属的植物，为中国的特有植物。分布于中国大陆的西藏等地，生长于海拔3,500米至4,800米的地区，常生于林下及山坡上，目前尚未由人工引种栽培。